# Noélie Annette Lacour
Noélie Annette Lacour est une nageuse gabonaise, spécialiste du 50 m nage libre féminin, née le 1er décembre 2006 à Bergerac. Elle porte le drapeau du Gabon lors de la cérémonie d'ouverture des Jeux olympiques d'été de 2024 à Paris. Elle est la détentrice du record national.

## Biographie
Noélie Annette Lacour voit le jour le 1er décembre 2006 en France dans la commune de Bergerac en Dordogne,. Sa maman est gabonaise et son père français. Passionnée de sport, elle est amatrice de triathlon, d'équitation et de basket-ball mais se professionnalise en natation. Elle vit en France avec ses parents .

## Carrière sportive

### Championnats d'Afrique de Natation 2024
Bien que née et élevée en France, Lacour fait ses débuts en natation pour le Gabon aux Jeux panafricains organisés en mars 2024 à Accra, au Ghana grâce à une invitation spéciale de la Fédération Gabonaise de Natation,. Elle participe au 50 mètres nage libre et termine en 6e place avec un temps de 28,08 secondes. En mai 2024, lors de sa participation aux Championnats d'Afrique de natation 2024 organisés à Luanda en Angola, elle termine à deux reprises seizième au 50m nage libre et 50m papillon.

### Jeux olympiques d'été de 2024
Elle est le porte-drapeau féminin du Gabon aux Jeux olympiques d'été de 2024 lors de la cérémonie d'ouverture aux côtés de l'athlète Wissy Frank Hoye Yenda Moukoula,. Elle nage lors des qualifications du 50 mètres nage libre. Elle concourt dans le quatrième groupe de qualification où elle nage dans le couloir 4, et avec un temps de 27,68 secondes, elle prend la première place de son groupe de qualification mais ce temps est insuffisant pour la faire accéder aux demi-finales,,. Il aurait fallu pour cela qu'elle compte parmi les seize premiers temps au classement général.

### Championnat d’Afrique des nations juniors et seniors de la zone 2 Ghana 2024
Lors du Championnat d’Afrique des nations juniors et seniors de la zone 2 Ghana 2024 à Accra, elle devient vice-championne d'Afrique en remportant une médaille d’argent au 100 mètres nage libre. Ce qui constitue une fierté nationale pour le Gabon. Lors de ce championnat, elle s'attribue cinq médailles au total, dont trois de bronze et deux d’argent.

### Meeting national X’Eau Grand-Cognac
C'est lors de la 6ème édition du Meeting national X’Eau Grand-Cognac dans le département de la Charente en France qu'elle décroche sa première médaille d'or en finale sur 50 mètres nage libre.